# Let's Stay Together (single van Al Green)
Let’s stay together is een lied van Al Green uit november 1971.

## Al Green
Hij gaf het datzelfde jaar als single uit. Het is afkomstig van zijn studioalbum met dezelfde titel. Het was het resultaat van de samenwerking tussen Green, muziekproducent Willie Mitchell, mixer Terry Manning. Het resultaat mocht er zijn. Aan beide kanten van de Atlantische Oceaan haalde het hoge verkoopcijfers. In de Verenigde Staten haalde het de eerste plaats in de Billboard Hot 100 (en daardoor uiteraard een nummer 1-positie in de Soullijst). In het Verenigd Koninkrijk haalde het in 12 weken een zevende plaats als hoogste notering. Nederland en België vielen niet voor deze versie.

### NPO Radio 2 Top 2000
Zorg dat je dit sjabloon alleen aanroept op een pagina gekoppeld aan Wikidata, of geef zelf een Wikidata-ID mee (zie uitleg).

## Tina Turner
De plaat werd opnieuw een hit in de vertolking van Tina Turner. Deze was vanaf 1982 bezig met een comeback die eerst niet van de grond wilde komen. Capitol Records had geen zin in deze toen al wat oudere artieste. Echter door het succes van deze single mocht ze verder werken aan het album Private dancer uit mei 1984, waarvan er meer dan 12 miljoen verkocht werden.

### Hitnoteringen
De plaat haalde in Turners' thuisland de VS niet de cijfers van Al Green, de plaat kwam tot de 26e positie in de Billboard Hot 100. In Canada werd de 43e positie behaald, Australië de 19e, Nieuw-Zeeland de 4e, Finland de 20e, Duitsland de 18e, Zwitserland de 28e, Ierland de 15e en in  het Verenigd Koninkrijk stond de plaat dertien weken genoteerd in de UK Singles Chart met als hoogste notering de 6e positie. 
In Nederland werd de plaat op maandag 5 december 1983 doir dj Frits Spits en producer-invaller Tom Blomberg in het programma De Avondspits verkozen tot de 275e NOS Steunplaat van de week op Hilversum 3 en werd eem gigantische hit in de destijds drie landelijke hitlijsten op de nationale publieke popzender. De plaat bereikte de 4e positie in de Nederlandse Top 40 en de 5e positie in zowel de Nationale Hitparade als de TROS Top 50. In de Europese hitlijst op Hilversum 3, de TROS Europarade, werd de 28e positie bereikt.
In België bereikte de plaat de 7e positie in de voorloper van de Vlaamse Ultratop 50 en de 9e positie in de Vlaamse Radio 2 Top 30. In Wallonië werd géén notering behaald.
In de sinds december 1999 jaarlijks uitgezonden NPO Radio 2 Top 2000 van de Nederlandse publieke radiozender NPO Radio 2, stond de plaat uitsluitend in 2007 genoteerd op een 1981e positie.

### Nederlandse Top 40
| Positie: | 30 | 15 | 6 | 4 | 4 | 10 | 25 | 39 | uit |

### Nationale Hitparade
| Positie: | 23 | 7 | 11 | 5 | 9 | 14 | 17 | 23 | 38 | uit |

### TROS Top 50
Hitnotering: 15-12-1983 t/m 02-02-1984. Hoogste notering: #5 (2 weken).

### TROS Europarade
Hitnotering: 15-01-1984 t/m 22-01-1984. Hoogste notering: #28 (1 week).

### Vlaamse Radio 2 Top 30
| Positie: | 16 | 23 | 15 | 11 | 9 | 10 | 18 | 24 | uit |

### Vlaamse Ultratop 50
| Positie: | 35 | 23 | 23 | 12 | 8 | 7 | 7 | 17 | 32 | uit |

### NPO Radio 2 Top 2000
Let's Stay Together stond alleen in 2007 in de NPO Radio 2 Top 2000, op plek 1981.

## Andere versies
Een hele rij artiesten, waaronder Al Jarreau en Shirley Bassey nam het nummer als cover op, maar geen had net zoveel succes al bovenstaande twee. Gezien de titel kwam het nummer voor in tal van films en televisieseries.